# Myrmarachne bidentata
Myrmarachne bidentata är en spindelart som beskrevs av Banks 1930. Myrmarachne bidentata ingår i släktet Myrmarachne och familjen hoppspindlar. Inga underarter finns listade i Catalogue of Life.